# Slavko Forjan
Slavko Forjan, slovenski hokejist na travi, * 10. maj 1977, Murska Sobota. 
Največje uspehe dosega z matičnim klubom HK Lipovci, kjer večinoma igra v srednji liniji, občasno pa tudi na poziciji branilca. Je standardni član prve klubske enajsterice, kot tudi državne reprezentance v hokeju na travi.

## Igralska kariera
S hokejem na travi se je začel ukvarjati, že v zgodnjem otroštvu, v domačem hokejskem klubu Lipovci. Izbire ob očetu Alojzu Forjanu, navdušenemu in predanemu hokejistu, pravzaprav sploh ni imel. Po uspešnem igranju za mlajše klubske selekcije, se je v sezoni 1993/1994 prebil v člansko ekipo, katero je takrat vodil prav njegov oče. Že prvo leto se je veselil tako svojega prvega naslova državnega prvaka, kot tudi naslova pokalnega zmagovalca. Po tej sezoni se je prebil tudi v člansko reprezentanco, za katero je prvič zaigral na Panonskem pokalu leta 1994 v Predanovcih. 
Vsa leta kariere ga odlikujeta, predvsem odlična kondicijska pripravljenost in borbenost. S svojimi dobrimi igrami je veliko pripomogel, k uspehom kluba v hokeju na travi. Dvoranskega hokeja nikoli ni postavljal v ospredje in ga je po udeležbi na evropskem dvoranskem klubskem prvenstvu skupine C v Angliji leta 2004, praktično prenehal igrati.
S klubom je do julija 2017 dosegel:
- 22 naslovov državnega prvaka
- 12 naslovov pokalnega prvaka
- 3 naslove dvoranskega prvaka
- 7 naslovov prvaka Interlige
- 2 naslova evropskega klubskega prvaka skupine C 
- 2 naslova evropskega klubskega prvaka skupine Challenge II
- 2 naslova evropskega klubskega prvaka skupine Challenge III
Za slovensko reprezentanco v hokeju na travi je v obdobju med 1994 in 2017 odigral devetintrideset tekem in na tekmi proti Madžarski (7:1) dosegel svoj edini zadetek. Največji uspeh z reprezentanco je dosegel leta 2007, ko je Slovenija osvojila evropsko prvenstvo skupine Challenge II.